# NGC 313

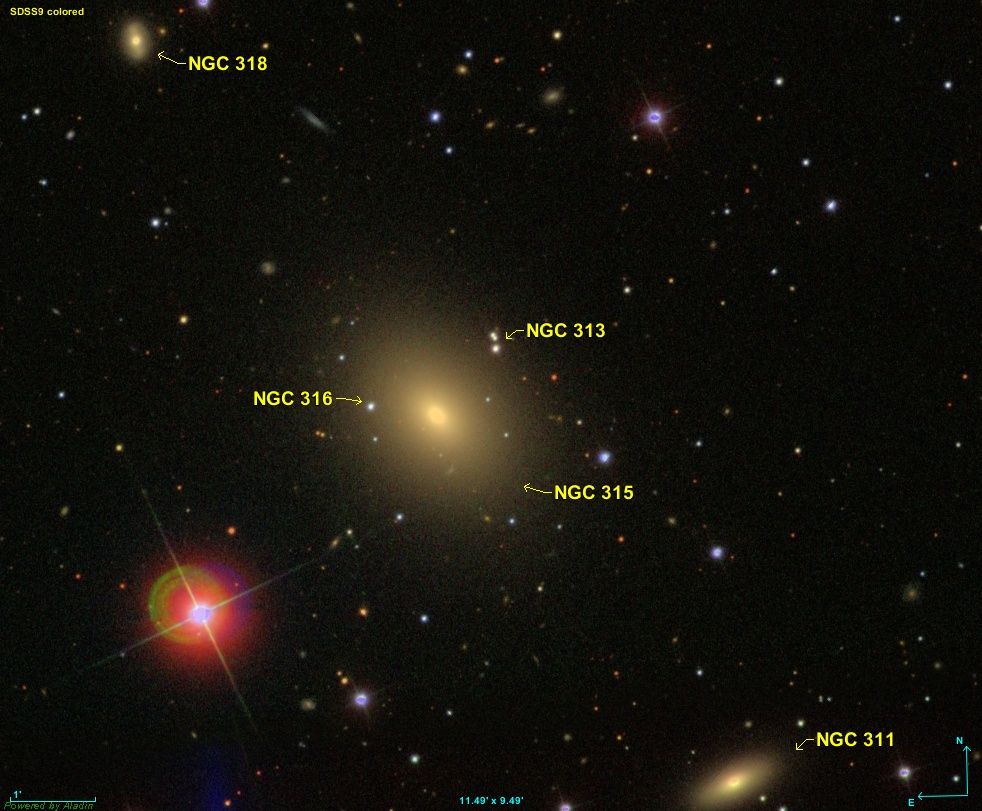
NGC 313

NGC 313 là một ngôi sao ba nằm trong chòm sao Song Ngư. Nó được phát hiện vào ngày 29 tháng 11 năm 1850 bởi Bindon Stoney.